# Fritz Nussbaum
Fritz Nussbaum (* 2. August 1879 in Flamatt; † 10. Juli 1966 in Bern) war einer der führenden Geomorphologen der Schweiz.

## Leben
Fritz Nussbaum war der zweitälteste Sohn des Müllers Samuel Karl Nussbaum (1853–1907) und der Anna Maria (1857–1933), geb. Blaser. Von 1895 bis 1898 absolvierte er das Lehrerseminar Hofwil bei Münchenbuchsee. Anschliessend arbeitete er bis 1906 als Primarlehrer, v. a. in Zollikofen. Parallel dazu studierte Fritz Nussbaum ab 1900 Geografie an der Universität Bern bei Eduard Brückner. 1906 promovierte er bei Alfred Philippson in Bern mit einer Arbeit über «Die eiszeitliche Vergletscherung des Saanegebietes». Während des Studiums er 1904 das Sekundar- bzw. 1905 das Gymnasiallehrerpatent erworben. Diese Patente ermöglichten es ihm ab 1906, als Lehrer an der Knabensekundarschule in Bern und von 1914 bis 1944 als Fachlehrer für Geografie am Unterseminar Hofwil zu lehren. Zugleich wurde er 1909 Privatdozent für Geografie an der Universität Bern. 1922 wurde er zum ausserordentlichen Professor für Geografie und leitete ab 1940 als Direktor das Geografische Institut der Universität Bern. 1944 wurde er ebenda zum ordentlichen Professor berufen. Von 1945 bis 1946 war Nussbaum Dekan. In seiner Forschung beschäftigte er sich mit der Morphologie und der Glaziologie des Mittellandes, der Alpen und der Pyrenäen und daneben mit der Schulmethode. Er verfasste Lehrbücher für Primar- und Mittelschüler sowie heimatkundliche Arbeiten.
Nussbaum war Gründer und von 1923 bis 1945 Leiter der Zeitschrift Der Schweizer Geograph. Von 1924 bis 1948 präsidierte er die Geographische Gesellschaft Bern. Ausserdem war er Mitglied der Naturforschenden Gesellschaft in Bern und der Schweizerischen Naturforschenden Gesellschaft. In jungen Jahren stand er dem Schweizer Alpen-Club nahe, wobei er u. a. die Ausstellung des Verbandes an der Schweizerischen Landesausstellung 1914 leitete.
1901 heiratete Nussbaum die Lehrerin Margrit Gäumann (1878–1966). Zusammen hatten sie zwei Töchter und einen Sohn, den späteren Arzt Walter Nussbaum (1918–2010).

## Schriften (Auswahl)
- Heimatkunde von Bern und Umgebung. Verlag der schweizerischen permanenten Schulausstellung, Bern 1916.
- Erstes Lehrbuch der Schweizergeographie für Sekundarschulen und Progymnasien des Kantons Bern. Staatlicher Lehrmittelverlag, Bern 1922.
- Der Globus im geographischen Unterricht. Geographischer Kartenverlag Kümmerly & Frey, Bern 1925.
- Geographie der Schweiz. Lehrbuch für Schweizer Schulen. 2. Auflage. Geographischer Kartenverlag Kümmerly & Frey, Bern 1932.
- Heimatkunde des Kantons Bern. Lehrbuch für die bernischen Sekundarschulen und Progymnasien. Staatlicher Lehrmittelverlag, Bern 1944.
- Die Herrschaft Reichenbach bei Bern. In: Historischer Verein des Kantons Bern (Hrsg.): Archiv des Historischen Vereins des Kantons Bern. Band 37, Nr. 2. Bern 1944, S. 419–481.
- Aus der Geschichte von Zollikofen. Hell, Zollikofen 1962.